# Luigi Formento
Luigi Formento (Torino, 29 agosto 1815 – Torino, 19 dicembre 1882) è stato un architetto italiano.

## Biografia

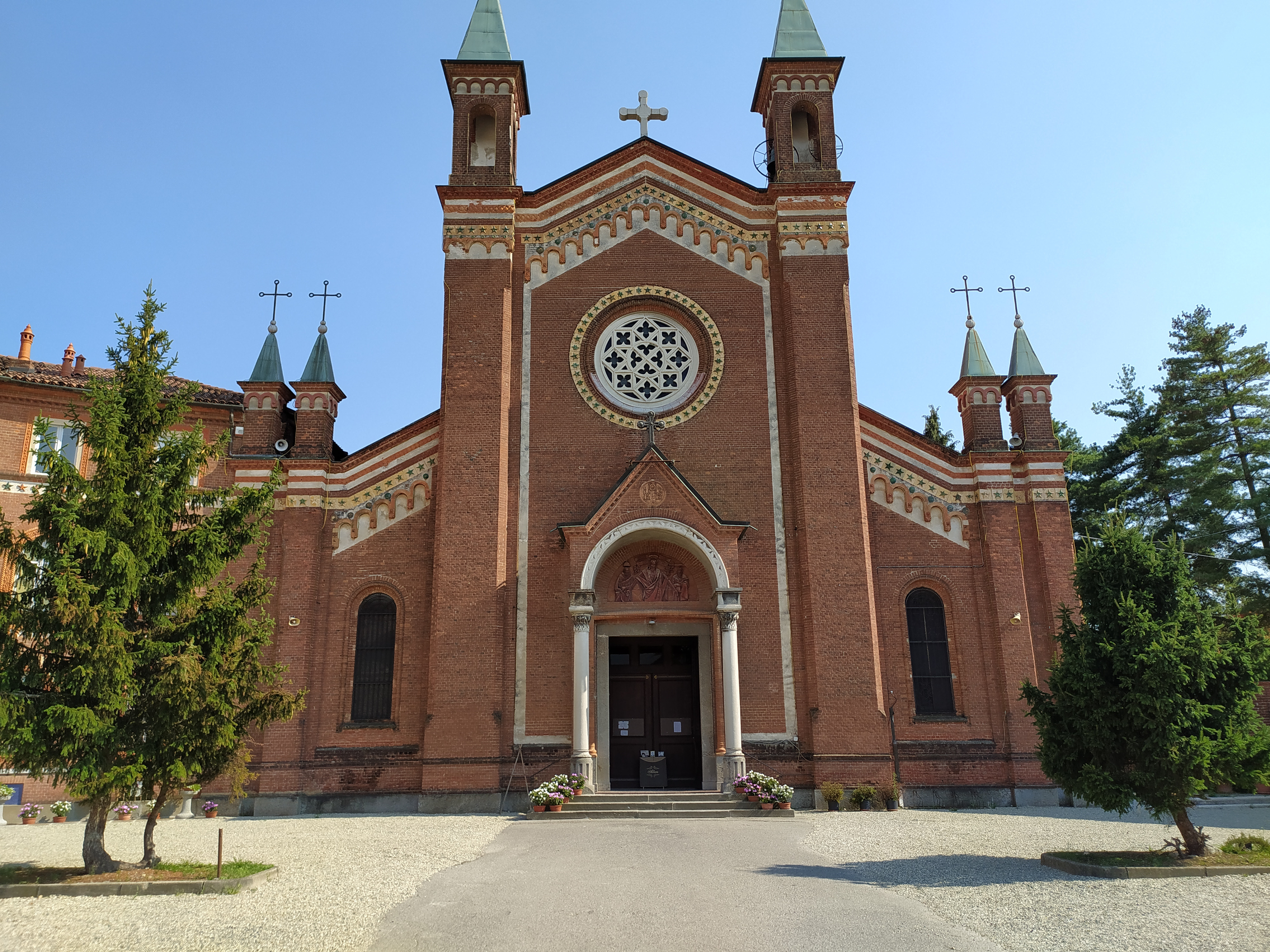
Facciata Chiesa SS. Pietro e Paolo a Castellamonte

Figlio dell'architetto Giuseppe Formento e di Elisabetta Brunetti, svolse il suo apprendistato nello studio paterno e conseguì la laurea in architettura nel 1840. Svolse la sua attività professionale principalmente in Piemonte firmando 248 progetti.
Le sue realizzazioni più note sono il Tempio Valdese di Torino(1851-1854), la chiesa parrocchiale di San Secondo (1867-1881) sempre a Torino, e la Casa del Pellegrino del Santuario di Valsorda a Garessio..
Tra il 1850 e il 1854 si occupa del progetto e della costruzione della villa neogotica Grosso di Grana a Marene per conto del conte Carlo Amedeo Grosso: si tratta di uno degli esempi più alti del neogotico in Piemonte, in stretta relazione con il castello del Roccolo di Busca e il castello di Novello, quest'ultimo progettato da Giovanni Battista Schellino.
Nel 1868 ricevette l'incarico di terminare la incompiuta chiesa parrocchiale di Castellamonte, iniziata da Alessandro Antonelli.